# اولیس ترلا
اولیس تِـرِلا (فرانسوی: Ulysse Trélat‎؛ ‏ ۱۳ اوت ۱۸۲۸ – ۲۸ مارس ۱۸۹۰) جراح اهل فرانسه بود. وی یکی از دو پزشکی بود که نشانهٔ لیزر-تِـرِلا را شرح داد. او مدرک دکترای پزشکی خود را در سال ۱۸۵۴ دریافت کرد. سپس ابتدا در سال ۱۸۵۵ یک کالبدشکاف و در سال ۱۸۵۷ آگرِژه (پذیرفتهٔ آزمون استادی) شد. او در سال ۱۸۶۰ یک جراح عمومی و از سال ۱۹۶۴ استاد رشتهٔ جراحی شد. او به همراه آناکارسیس بزو روشی در جراحی نرم‌کام ابداع کردند که به افتخار خودشان «شیوهٔ بِزو و تِـرِلا» نام گرفت. وی همچنین با همکاری «پی‌یر دِلبه» کتابی درسی به نام «کلینیک جراحی» نوشت.
وی همچنین برندهٔ جوایزی همچون نشان فرماندهٔ لژیون دونور شده است.